# 黎明文化
黎明文化事業股份有限公司（Li Ming Cultural Enterprise Co., Ltd.），簡稱黎明文化，創立於1971年（民國60年）10月10日，是一家中華民國國軍軍事色彩濃厚的出版社兼圖書發行公司，現任董事長為前國防部總督察長室總督察長黃國明中將、總經理為前陸軍司令部政戰副主任文天佑少將。

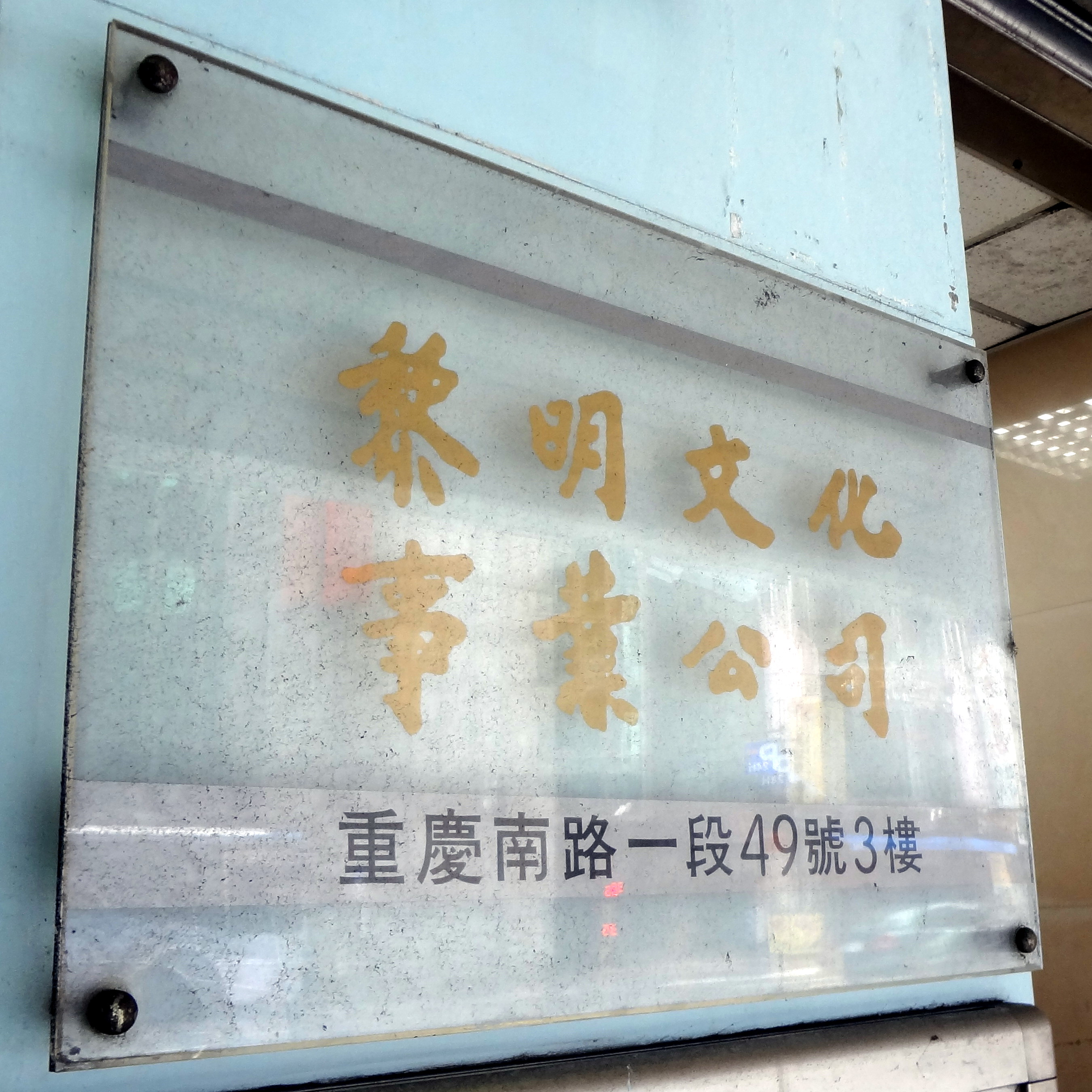
黎明文化總部銘板

1970至80年代，國防部總政治作戰部發起「基層連隊文庫」，希望國軍每一連級部隊中山室都能有一小型圖書館；國防部總政治作戰部向民間統一採購，被選定的書籍一概印行「軍中版」，僅在軍中流傳，不對外販售；黎明文化受國防部總政治作戰部委託印製的軍中版書籍，涵蓋黎明文化與其他同業出版的書籍，版權頁註明「軍中版、非賣品」。

## 門市據點

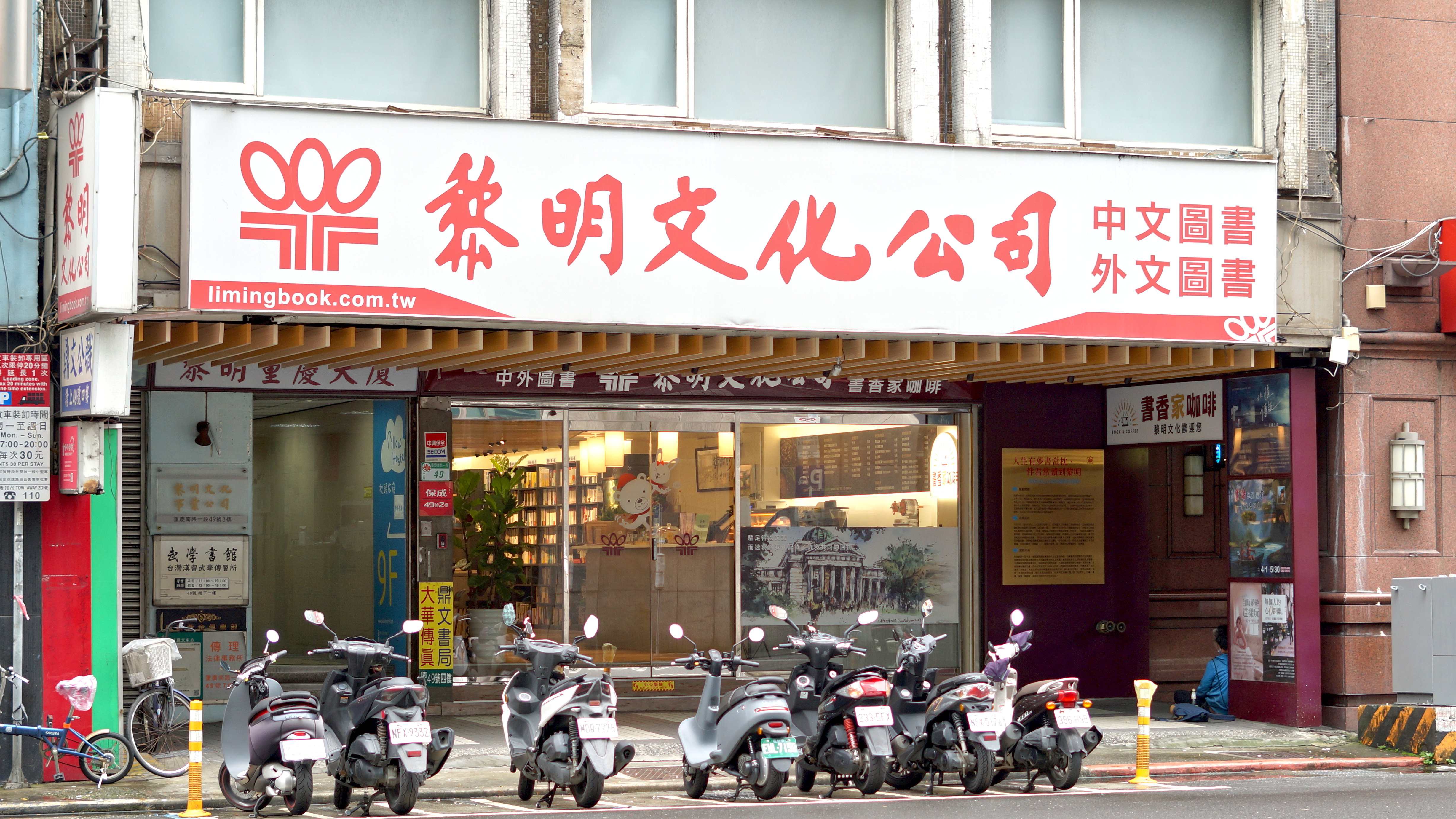
黎明文化台北門市

黎明文化目前設有「台北門市」及「西書門市」兩大部門。

## 外部連結
- 黎明文化（页面存档备份，存于）
- 黎明文化事業基金會（页面存档备份，存于）